# Zwem- & Poloclub Het Ravijn
Lo Zwem- & Poloclub Het Ravijn, o semplicemente Het Ravijn, è un club che si occupa di sport acquatici con sede nel piccolo comune di Nijverdal (Paesi Bassi).

## Storia
Il club fu fondato nel 1961.
La società è nota principalmente per la sua sezione pallanuotistica femminile, capace di conquistare cinque campionati nazionali tra il 2000 e il 2013. La squadra è inoltre salita per tre volte sul podio della Coppa LEN, la seconda competizione per club europea, con due medaglie di bronzo (2000 e 2006) e una d'argento (2011).
A livello maschile la società ha conquistato due campionati nazionali, nel 1995 e nel 2022.

## Palmarès

### Settore maschile
- Campionato olandese: 2

1995, 2022
- KNZB Beker: 1

1995

### Settore femminile
- Campionato olandese: 5

2000, 2003, 2008, 2012, 2013
- KNZB Beker: 8

1995, 1996, 1997, 1999, 2006, 2007, 2008, 2010
- Supercoppa dei Paesi Bassi: 1

2008